# Pholcochyroceridae
Pholcochyroceridae Wunderlich, 2008 è una famiglia di ragni fossili del sottordine Araneomorphae.

## Descrizione
La famiglia ricorda i ragni appartenenti a quella, tuttora esistente, dei Leptonetidae e degli Ochyroceratidae.

## Distribuzione
Si tratta di una famiglia estinta di ragni le cui specie ad oggi note sono state scoperte nell'ambra in Birmania. Esse risalgono al Cretaceo.

## Tassonomia
Questi esemplari sono assurti al rango di famiglia a sé a seguito di un lavoro dell'aracnologo Wunderlich (2012d)
A febbraio 2015, di questa famiglia fossile è noto un solo genere:
- Pholcochyrocer Wunderlich, 2008d †, Cretaceo